# Шахова олімпіада 1964

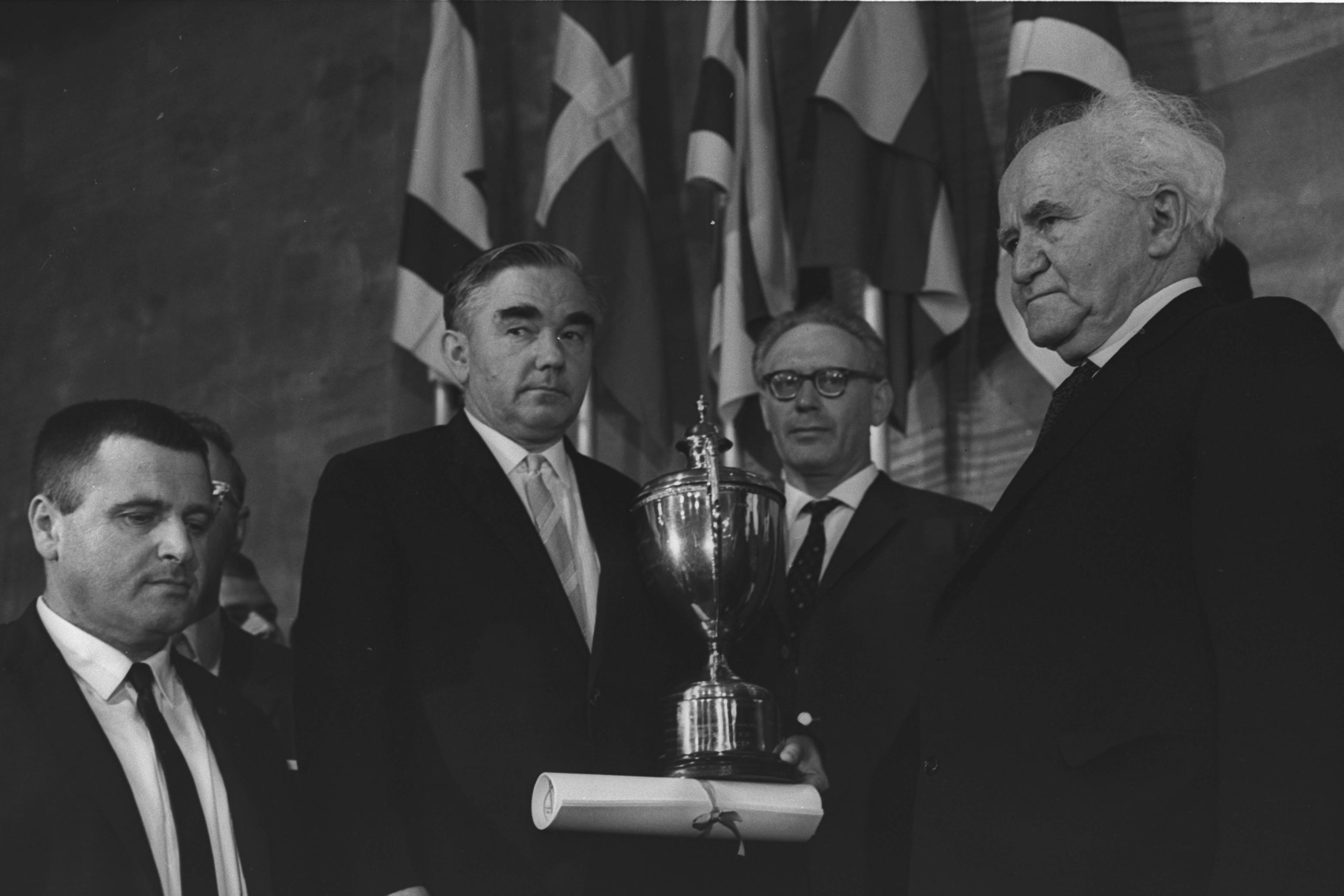

16 шахова Олімпіада проходила з 2 по 25 листопада 1964 року в столиці Ізраїлю, місті Тель-Авів.
Друга за всю історію Олімпіада, яка проведена не в Європі, а також перша — в Азії. У Тель-Авів прибули 50 команд. Серед дебютантів турніру — команди Венесуели, Домініканської республіки, Мексики та Австралії. Уперше на Олімпіаді зібралися шахісти з усіх континентів планети.

## Регламент
Команди було поділено на сім півфінальних груп. По два переможці з кожної групи виходили в фінал А. Наступні пари команд з кожного півфіналу утворювали фінали В, С і D відповідно. Таким чином, фінальні групи збільшилися до 14 команд.

## Відкриття
Увечері 2 листопада відбулося урочисте відкриття XVI Олімпіади, на якому були присутні президент ФІДЕ Ф. Рогард, головний суддя А. Наглер (Швейцарія) і багато учасників змагання. В центрі уваги перебували найсильніші команди.

## Перебіг подій
За збірну СРСР грали новий чемпіон світу Петросян, екс-чемпіони Ботвинник і Смислов, а також Керес, Спаський і чемпіон країни Штейн. Сильний склад мала і югославська команда, за яку виступало п'ять гросмейстерів, очолюваних Глігоричем. Водночас ряд команд приїхали з досить послабленими складами. Це насамперед американська й аргентинська збірні. Американську команду знову очолив Решевський, але не було Фішера, Ломбарді, Еванса і Р. Бірна. Аргентинська ж команда прибула на турнір майже в резервному складі. З відомих гросмейстерів грав лише Елісказес. Основна ударна сила аргентинців — Найдорф, Болбочан, Панно, Сангінетті, Россетто — залишилася вдома (правда, Найдорф був присутнім на турнірі як гість). Всі вони не брали участі у першості країни, яка була водночас відбірковим турніром до XVI Олімпіади, й Аргентинська шахова федерація не включила їх до складу. Не було відомих шахістів — Ларсена, Олафссона, Ейве, Доннера, Барца, Робача та інших.

## Півфінали
Вранці 3 листопада відбулося жеребкування в усіх семи півфіналах. У головний фінал без особливих зусиль потрапили майже всі команди, яким ще до турніру відводилася роль фаворитів.

### Група А
У першій групі команда СРСР легко перемогла всіх своїх суперників, набрала 23,5 очка з 24 можливих і встановила рекорд півфіналів усіх олімпіад. Єдину нічию зафіксували у партії Штейн — Перес у матчі з іспанцями, які й стали другими фіналістами.
- Очки - сума набраних очок всіма шахістами (1 за перемогу шахіста, ½ за нічию, 0 - поразка);
- КО - командні очки, набрані всією командою (2 за перемогу команди, 1 - нічия, 0 - поразка);

| Місце | Країна            | 1 | 2  | 3  | 4  | 5  | 6  | 7  | Очки | КО | Перемоги | Нічиї | Поразки |
| ----- | ----------------- | - | -- | -- | -- | -- | -- | -- | ---- | -- | -------- | ----- | ------- |
| 1     | СРСР              | × | 3½ | 4  | 4  | 4  | 4  | 4  | 23½  | 12 | 6        | 0     | 0       |
| 2     | Іспанська Держава | ½ | ×  | 1½ | 3½ | 2½ | 3  | 3  | 14   | 8  | 4        | 0     | 2       |
| 3     | Філіппіни         | 0 | 2½ | ×  | 2  | 1½ | 2½ | 2½ | 11   | 7  | 3        | 1     | 2       |
| 4     | Чилі              | 0 | ½  | 2  | ×  | 2½ | 3  | 2½ | 10½  | 7  | 3        | 1     | 2       |
| 5     | Швейцарія         | 0 | 1½ | 2½ | 1½ | ×  | 2½ | 2½ | 10½  | 6  | 3        | 0     | 3       |
| 6     | Венесуела         | 0 | 1  | 1½ | 1  | 1½ | ×  | 2½ | 7½   | 2  | 1        | 0     | 5       |
| 7     | ПАР               | 0 | 1  | 1½ | 1½ | 1½ | 1½ | ×  | 7    | 0  | 0        | 0     | 6       |

### Група В
В другому півфіналі впевненно зіграли збірні Соціалістичної Федеративної Республіки Югославія та Нідерландів, також до фіналу А потрапила команда Монгольської Народної Республіки.
| Місце | Країна     | 1  | 2 | 3  | 4  | 5  | 6  | 7  | Очки | КО | Перемоги | Нічиї | Поразки |
| ----- | ---------- | -- | - | -- | -- | -- | -- | -- | ---- | -- | -------- | ----- | ------- |
| 1     | Югославія  | ×  | 2 | 2½ | 4  | 3  | 4  | 4  | 19½  | 11 | 5        | 1     | 0       |
| 2     | Нідерланди | 2  | × | 3½ | 3½ | 2  | 4  | 4  | 19   | 10 | 4        | 2     | 0       |
| 3     | Монголія   | 1½ | ½ | ×  | 2½ | 3½ | 3  | 3½ | 14½  | 8  | 4        | 0     | 2       |
| 4     | Австрія    | 0  | ½ | 1½ | ×  | 3  | 4  | 3½ | 12½  | 6  | 3        | 0     | 3       |
| 5     | Мексика    | 1  | 2 | ½  | 1  | ×  | 2½ | 3  | 10   | 5  | 2        | 1     | 3       |
| 6     | Індія      | 0  | 0 | 1  | 0  | 1½ | ×  | 2  | 4½   | 1  | 0        | 1     | 5       |
| 7     | Болівія    | 0  | 0 | ½  | ½  | 1  | 2  | ×  | 4    | 1  | 0        | 1     | 5       |

### Група С
У цій групі фаворити — шахісти Угорської Народної Республіки посіли перше місце. За друге місце точилася боротьба між господарями турніру і шведами. Перед останнім туром обидві команди мали однаковий результат. Матч між ними в останньому турі викликав справжній ажіотаж серед глядачів. У фінал вийшла команда Ізраїлю. Все вирішилося на 1-й шахівниці, де Порат переміг Штальберга. До речі, для 56-річного шведського ветерана XVI Олімпіада була останньою. Беручи участь в 13 (!) з 16 олімпіад, Штальберг встановив ряд індивідуальних рекордів (наприклад, зіграв 200 олімпійських партій), які тривалий час залишалися неперевершеними.
| Місце | Країна                      | 1 | 2  | 3  | 4  | 5  | 6  | 7  | Очки | КО | Перемоги | Нічиї | Поразки |
| ----- | --------------------------- | - | -- | -- | -- | -- | -- | -- | ---- | -- | -------- | ----- | ------- |
| 1     | Угорська Народна Республіка | × | 3  | 2  | 3  | 4  | 4  | 4  | 20   | 11 | 5        | 1     | 0       |
| 2     | Ізраїль                     | 1 | ×  | 2½ | 2½ | 2½ | 4  | 3½ | 16   | 10 | 5        | 0     | 1       |
| 3     | Швеція                      | 2 | 1½ | ×  | 3½ | 1½ | 3  | 3½ | 15   | 7  | 3        | 1     | 2       |
| 4     | Шотландія                   | 1 | 1½ | ½  | ×  | 3  | 2½ | 3  | 11½  | 6  | 3        | 0     | 3       |
| 5     | Франція                     | 0 | 1½ | 2½ | 1  | ×  | 3  | 3  | 11   | 6  | 3        | 0     | 3       |
| 6     | Ірландія                    | 0 | 0  | 1  | 1½ | 1  | ×  | 3  | 6½   | 2  | 1        | 0     | 5       |
| 7     | Люксембург                  | 0 | ½  | ½  | 1  | 1  | 1  | ×  | 4    | 0  | 0        | 0     | 6       |

### Група D
В цій групі, непрогравши жодної гри перемогла збірна США. Друге місце здобула команда Польської Народної Республіки.
| Місце | Країна                      | 1  | 2  | 3  | 4  | 5  | 6  | 7  | Очки | КО | Перемоги | Нічиї | Поразки |
| ----- | --------------------------- | -- | -- | -- | -- | -- | -- | -- | ---- | -- | -------- | ----- | ------- |
| 1     | США                         | ×  | 2½ | 3  | 3½ | 4  | 4  | 4  | 21   | 12 | 6        | 0     | 0       |
| 2     | Польська Народна Республіка | 1½ | ×  | 1½ | 2  | 3  | 3  | 3½ | 14½  | 7  | 3        | 1     | 2       |
| 3     | Англія                      | 1  | 2½ | ×  | 1½ | 3½ | 2  | 2½ | 13   | 7  | 3        | 1     | 2       |
| 4     | Норвегія                    | ½  | 2  | 2½ | ×  | 1  | 3½ | 1½ | 11   | 5  | 2        | 1     | 3       |
| 5     | Туреччина                   | 0  | 1  | ½  | 3  | ×  | 2  | 3  | 9½   | 5  | 2        | 1     | 3       |
| 6     | Іран                        | 0  | 1  | 2  | ½  | 2  | ×  | 2½ | 8    | 4  | 1        | 2     | 3       |
| 7     | Португалія                  | 0  | ½  | 1½ | 2½ | 1  | 1½ | ×  | 7    | 2  | 1        | 0     | 5       |

### Група E
В п'ятому півфіналі за перше місце точилась боротьба між Чехословацькою Соціалістичною Республікою та Народною Республікою Румунія. В результаті за додатковими показниками перемогу отримала збірна Народної Республіки Румунія. Збірна Чехословацької Соціалістичної Республіки потрапила до головного фіналу з другого місця.
| Місце | Країна                     | 1  | 2  | 3  | 4  | 5  | 6  | 7  | Очки | КО | Перемоги | Нічиї | Поразки |
| ----- | -------------------------- | -- | -- | -- | -- | -- | -- | -- | ---- | -- | -------- | ----- | ------- |
| 1     | Народна Республіка Румунія | ×  | 2½ | 2  | 2½ | 3½ | 3½ | 4  | 18   | 11 | 5        | 1     | 0       |
| 2     | Чехословаччина             | 1½ | ×  | 2½ | 3  | 3½ | 4  | 3½ | 18   | 10 | 5        | 0     | 1       |
| 3     | Куба                       | 2  | 1½ | ×  | 2½ | 2½ | ½  | 3½ | 12½  | 7  | 3        | 1     | 2       |
| 4     | Парагвай                   | 1½ | 1  | 1½ | ×  | 1  | 2½ | 3½ | 11   | 4  | 2        | 0     | 4       |
| 5     | Колумбія                   | ½  | ½  | 1½ | 3  | ×  | 2  | 3  | 10½  | 5  | 2        | 1     | 3       |
| 6     | Пуерто-Рико                | ½  | 0  | 3½ | 1½ | 2  | ×  | 2  | 9½   | 4  | 1        | 2     | 3       |
| 7     | Австралія                  | 0  | ½  | ½  | ½  | 1  | 2  | ×  | 4½   | 1  | 0        | 1     | 5       |

### Група F
Головна несподіванка півфіналу відбулась в шостій групі. Команда НДР, постійний учасник останніх олімпіад, не потрапила у фінал. У цій групі боротьбу за вихід у фінал вели команди НДР, Аргентини і Канади. Невдача німецьких шахістів була уже закладена в перших двох турах, коли вони зазнали поразок від своїх головних конкурентів.
| Місце | Країна    | 1 | 2  | 3  | 4  | 5  | 6  | 7  | Очки | КО | Перемоги | Нічиї | Поразки |
| ----- | --------- | - | -- | -- | -- | -- | -- | -- | ---- | -- | -------- | ----- | ------- |
| 1     | Аргентина | × | 2  | 3  | 3  | 3½ | 3  | 4  | 18½  | 11 | 5        | 1     | 0       |
| 2     | Канада    | 2 | ×  | 2½ | 2½ | 3½ | 3  | 4  | 17½  | 11 | 5        | 1     | 0       |
| 3     | НДР       | 1 | 1½ | ×  | 3  | 4  | 4  | 3½ | 17   | 8  | 4        | 0     | 2       |
| 4     | Еквадор   | 1 | 1½ | 1  | ×  | 1½ | 3  | 3½ | 11½  | 4  | 2        | 0     | 4       |
| 5     | Монако    | ½ | ½  | 0  | 2½ | ×  | 1½ | 2  | 7    | 3  | 1        | 1     | 4       |
| 6     | Ісландія  | 1 | 1  | 0  | 1  | 2½ | ×  | 1½ | 7    | 2  | 1        | 0     | 5       |
| 7     | Уругвай   | 0 | 0  | ½  | ½  | 2  | 2½ | ×  | 5½   | 3  | 1        | 1     | 4       |

### Група G
В сьомому півфіналі збірна Народної Республіки Болгарія та Федеративної Республіки Німеччина набрали однакову кількість очок, і вдвох потрапили до фіналу А. В другому фіналі продовжили боротьбу збірні Данії та Перу. До фіналу С вийшли команди Фінляндії та Грецького королівства. Збірна Домініканської Республіки та команда з Кіпру, замкнувши турнірну таблицю, потрапили до останнього фіналу D.
| Місце | Країна                      | 1 | 2 | 3  | 4  | 5  | 6  | 7  | 8 | Очки | КО | Перемоги | Нічиї | Поразки |
| ----- | --------------------------- | - | - | -- | -- | -- | -- | -- | - | ---- | -- | -------- | ----- | ------- |
| 1     | Народна Республіка Болгарія | × | 2 | 3  | 3½ | 3½ | 3  | 3½ | 4 | 22½  | 13 | 6        | 1     | 0       |
| 2     | ФРН                         | 2 | × | 2  | 3½ | 3½ | 4  | 3½ | 4 | 22½  | 12 | 5        | 2     | 0       |
| 3     | Данія                       | 1 | 2 | ×  | 2½ | 2  | 3  | 4  | 4 | 18½  | 10 | 4        | 2     | 1       |
| 4     | Перу                        | ½ | ½ | 1½ | ×  | 3  | 3½ | 4  | 4 | 17   | 8  | 4        | 0     | 3       |
| 5     | Фінляндія                   | ½ | ½ | 2  | 1  | ×  | 2½ | 4  | 4 | 14½  | 7  | 3        | 1     | 3       |
| 6     | Грецьке королівство         | 1 | 0 | 1  | ½  | 1½ | ×  | 2½ | 3 | 9½   | 4  | 2        | 0     | 5       |
| 7     | Домініканська Республіка    | ½ | ½ | 0  | 0  | 0  | 1½ | ×  | 3 | 5½   | 2  | 1        | 0     | 6       |
| 8     | Кіпр                        | 0 | 0 | 0  | 0  | 0  | 1  | 1  | × | 2    | 0  | 0        | 0     | 7       |

## Фінали
Уранці 10 листопада більшість команд закінчила не завершені ввечері півфінальні матчі. Вдень капітани команд взяли участь у жеребкуванні фіналів, а вже ввечері відбувся 1-й тур фіналів.

### Фінал А
Як завжди, в центрі уваги був головний фінал, в якому найсильніші команди світу почали вирішальні поєдинки за Кубок ФІДЕ. Перший тур приніс першу несподіванку: болгари легко виграли в угорців —3:1. З таким самим рахунком румуни обіграли аргентинців, а СРСР — господарів турніру. У 2-му турі угорці дещо прикрасили невдачу на старті виграшем у югославської команди.
Збірна СРСР в цьому турі перемогла канадців, а в 3-му — голландців і лідирувала після 3 турів, випереджаючи суперників на 3,5 очка. У 4-му турі СРСР здобув важливу перемогу над угорськими шахістами. Переконливий старт радянської збірної виключав, здавалося б, будь-які неприємності на її шляху до кінцевої перемоги. Але у 5-му турі лідер зазнав першої поразки з командою ФРН — 1:3. Але незважаючи на невдачу, СРСР залишився лідером з 13,5 очками. Після 5-го туру друге місце утримували румуни — 12,5, далі йшли команди Аргентини і США.
У 7-му турі найбільший інтерес викликала зустріч СРСР — Югославія. Після впертої боротьби до перерви дві партії закінчилися внічию, а Штейн переміг Матановича. Відкладена партія Глігорич — Ботвинник під час догравання закінчилася перемогою югославського гросмейстера. Румуни в цьому турі програли угорській команді і поступилися другим місцем чехословацьким шахістам. У 8-му турі американці з 19 очками вийшли на друге місце. У 9-му турі центральною була зустріч лідерів. Усі чекали напруженої боротьби, але такої не вийшло. Уже в дебюті радянські гросмейстери дістали помітну перевагу. Першим виграв Смислов у Бенко. Потім Керес переміг Сейді, а Штейн — Бісгайєра. Запекло проходила партія Петросян — Решевський. Вона двічі відкладалася, але на друге догравання американець не з'явився. У результаті СРСР переміг з розгромним рахунком 4:0.
За тур до закінчення змагання СРСР забезпечив собі перемогу. Друге — третє місця перед останнім туром розділили команди Югославії і ФРН, які набрали по 29 очок. На півтора очка менше було в угорської команди. Найреальніші шанси на друге місце мали югослави, оскільки в останньому турі вони зустрічалися з командою Канади. Шахісти ФРН грали з угорцями, які не втратили надії на завоювання призового місця. Для цього угорцям потрібна була перемога з рахунком 3:1.
П'ять годин гри останнього туру не внесли ясності в розподіл призових місць. Лише югославська команда зуміла перемогти канадців — 3:1. У підсумку вона набрала 32 очка. Однак ще не сказали свого останнього слова шахісти ФРН. Матч Угорщина — ФРН було припинено з рахунком 0,5:0,5, три партії відкладено. Перемога в матчі з угорцями з рахунком 3:1 забезпечувала західнонімецькій команді друге місце по матчевих очках. Під час догравання боротьба досягла апогею. Першою закінчилася партія Лендьєл — Пфлегер. Угорський майстер зазнав поразки, позбавивши команду призового місця. Дві партії, що залишилися, — Портіш — Унцікер і Білек — Шмід — для угорців уже нічого не вирішували, але угорські шахісти до кінця залишилися справжніми спортсменами. Вони реалізували свою перевагу і здобули перемоги. Отже, срібні медалі дісталися югославській команді.
Команда СРСР сьомий раз підряд святкувала перемогу на олімпіаді. Вчетверте на післявоєнних олімпіадах друге місце посіла команда Югославії. Правда, на старті вона виступила не зовсім стабільно, але вдалий фініш забезпечив їй срібні нагороди. Найкращими в команді були Івков — 2-га шахівниця (+8—1=7).
Великого успіху добилася команда ФРН, яка останній раз посідала третє місце на IX Олімпіаді 14 років тому. Чудово в команді зіграв 20-річний Пфлегер, який добився найкращого результату на 4-й шахівниці — 12,5 очка з 15 (+10—0=5), Йому, як і радянським гросмейстерам Петросяну і Спасському, вдалося пройти турнір без поразок. Вдало зіграли і три провідні учасники команди: Унцікер (+11—3= 4), Дарга (+5—2=8) і Шмід (+7—2=5). Слабше виступили резервісти Морлак (+2—2=5) і Біалас (+1—1=7).
Більшого чекали від угорської команди. Але не зовсім вдало зіграли ветеран Сабо — 2-га шахівниця (+5—3=4) і резервісти Форінтош (+5—3=2) і Флеш (+5—3=3). Блискуче зіграв на 1-й шахівниці 27-річний Портіш (+9—1=6), який показав найкращий результат у найсильнішій конкуренції лідерів інших команд.
Успішно виступили на Олімпіаді чехословацькі шахісти, які у порівнянні з минулою Олімпіадою (10-е місце) піднялися на п'ять сходинок вгору. Найкращим у команді був 20-річний Горт — 3-тя шахівниця (+6—1=8). А от американці й аргентинці виступили гірше своїх можливостей. Правда, обидві команди грали в ненайсильніших складах.
| Місце | Країна         | 1  | 2  | 3  | 4  | 5  | 6  | 7  | 8  | 9  | 10 | 11 | 12 | 13 | 14 | Очки | КО | Перемоги | Нічиї | Поразки |
| ----- | -------------- | -- | -- | -- | -- | -- | -- | -- | -- | -- | -- | -- | -- | -- | -- | ---- | -- | -------- | ----- | ------- |
| 1     | СРСР           | ×  | 2  | 1  | 2½ | 2½ | 4  | 3  | 2½ | 3½ | 2  | 4  | 3  | 3½ | 3  | 36½  | 22 | 10       | 2     | 1       |
| 2     | Югославія      | 2  | ×  | 2  | 1½ | 2  | 2  | 2  | 3  | 2  | 3½ | 2½ | 3  | 3  | 3½ | 32   | 18 | 6        | 6     | 1       |
| 3     | ФРН            | 3  | 2  | ×  | 1½ | 2  | 2  | 2½ | 2½ | 2  | 2½ | 3  | 3½ | 1  | 3  | 30½  | 18 | 7        | 4     | 2       |
| 4     | Угорщина       | 1½ | 2½ | 2½ | ×  | 2½ | 2  | 1  | 3  | 2  | 2½ | 3  | 2½ | 3  | 2  | 30   | 19 | 8        | 3     | 2       |
| 5     | Чехословаччина | 1½ | 2  | 2  | 1½ | ×  | 1½ | 2  | 2  | 1½ | 2  | 3½ | 3  | 2½ | 3½ | 28½  | 13 | 4        | 5     | 4       |
| 6     | США            | 0  | 2  | 2  | 2  | 2½ | ×  | 2  | 2½ | 2½ | 2½ | 1½ | 2½ | 3  | 2½ | 27½  | 18 | 7        | 4     | 2       |
| 7     | Болгарія       | 1  | 2  | 1½ | 3  | 2  | 2  | ×  | 3  | 2  | 1½ | 1½ | 2½ | 2  | 3  | 27   | 13 | 4        | 5     | 4       |
| 8     | Румунія        | 1½ | 1  | 1½ | 1  | 2  | 1½ | 1  | ×  | 3  | 2½ | 2½ | 3  | 3½ | 3  | 27   | 13 | 6        | 1     | 6       |
| 9     | Аргентина      | ½  | 2  | 2  | 2  | 2½ | 1½ | 2  | 1  | ×  | 2  | 3  | 3  | 2  | 2½ | 26   | 14 | 4        | 6     | 3       |
| 10    | Польща         | 2  | ½  | 1½ | 1½ | 2  | 1½ | 2½ | 1½ | 2  | ×  | 3  | 1  | 2½ | 2½ | 24   | 11 | 4        | 3     | 6       |
| 11    | Нідерланди     | 0  | 1½ | 1  | 1  | ½  | 2½ | 2½ | 1½ | 1  | 1  | ×  | 2½ | 3  | 3  | 21   | 10 | 5        | 0     | 8       |
| 12    | Канада         | 1  | 1  | ½  | 1½ | 1  | 1½ | 1½ | 1  | 1  | 3  | 1½ | ×  | 2  | 2½ | 19   | 5  | 2        | 1     | 10      |
| 13    | Іспанія        | ½  | 1  | 3  | 1  | 1½ | 1  | 2  | ½  | 2  | 1½ | 1  | 2  | ×  | ½  | 17½  | 5  | 1        | 3     | 9       |
| 14    | Ізраїль        | 1  | ½  | 1  | 2  | ½  | 1½ | 1  | 1  | 1½ | 1½ | 1  | 1½ | 3½ | ×  | 17½  | 3  | 1        | 1     | 11      |

### Фінал В
У фіналі В, як і очікувалося, поза конкуренцією були шахісти НДР. З 1-го туру вони захопили лідерство і не поступилися ним до закінчення турніру.
| Місце | Країна    | 15 | 16 | 17 | 18 | 19 | 20 | 21 | 22 | 23 | 24 | 25 | 26 | 27 | 28 | Очки | КО | Перемоги | Нічиї | Поразки |
| ----- | --------- | -- | -- | -- | -- | -- | -- | -- | -- | -- | -- | -- | -- | -- | -- | ---- | -- | -------- | ----- | ------- |
| 15    | НДР       | ×  | 2  | 3  | 3½ | 2½ | 2½ | 3½ | 4  | 1  | 2½ | 3  | 4  | 3½ | 3½ | 38½  | 23 | 11       | 1     | 1       |
| 16    | Швеція    | 2  | ×  | 1  | 2½ | 1½ | 2  | 1½ | 2  | 3½ | 3½ | 3  | 3  | 4  | 2½ | 32   | 17 | 7        | 3     | 3       |
| 17    | Данія     | 1  | 3  | ×  | 2½ | 2  | 4  | 2  | 2  | 2  | 2½ | 3½ | 2  | 2½ | 2½ | 31½  | 19 | 7        | 5     | 1       |
| 18    | Англія    | ½  | 1½ | 1½ | ×  | 2½ | 2  | 3  | 2  | 2  | 2½ | 3  | 3½ | 3½ | 3½ | 31   | 17 | 7        | 3     | 3       |
| 19    | Перу      | 1½ | 2½ | 2  | 1½ | ×  | 1½ | 2½ | ½  | 3  | 2  | 3  | 2½ | 2  | 3  | 27½  | 15 | 6        | 3     | 4       |
| 20    | Австрія   | 1½ | 2  | 0  | 2  | 2½ | ×  | 3  | 2½ | 3  | 2  | 2  | 4  | 1½ | 1½ | 27½  | 14 | 5        | 4     | 4       |
| 21    | Куба      | ½  | 2½ | 2  | 1  | 1½ | 1  | ×  | 2  | 1½ | 2  | 1½ | 2½ | 4  | 4  | 26   | 11 | 4        | 3     | 6       |
| 22    | Норвегія  | 0  | 2  | 2  | 2  | 3½ | 1½ | 2  | ×  | 3  | 2½ | 2  | 2  | ½  | 2½ | 25½  | 14 | 4        | 6     | 3       |
| 23    | Монголія  | 3  | ½  | 2  | 2  | 1  | 1  | 2½ | 1  | ×  | 3½ | 3  | 1½ | 2  | 2½ | 25½  | 13 | 5        | 3     | 5       |
| 24    | Чилі      | 1½ | ½  | 1½ | 1½ | 2  | 2  | 2  | 1½ | ½  | ×  | 1½ | 3½ | 3  | 3  | 24   | 9  | 3        | 3     | 7       |
| 25    | Філіппіни | 1  | 1  | ½  | 1  | 1  | 2  | 2½ | 2  | 1  | 2½ | ×  | 2½ | 3½ | 2  | 22½  | 11 | 4        | 3     | 6       |
| 26    | Еквадор   | 0  | 1  | 2  | ½  | 1½ | 0  | 1½ | 2  | 2½ | ½  | 1½ | ×  | 2½ | 2½ | 18   | 8  | 3        | 2     | 8       |
| 27    | Парагвай  | ½  | 0  | 1½ | ½  | 2  | 2½ | 0  | 3½ | 2  | 1  | ½  | 1½ | ×  | 2  | 17½  | 7  | 2        | 3     | 8       |
| 28    | Шотландія | ½  | 1½ | 1½ | ½  | 1  | 2½ | 0  | 1½ | 1½ | 1  | 2  | 1½ | 2  | ×  | 17   | 4  | 1        | 2     | 10      |

### Фінал С
У фіналі С весь турнір лідирувала команда Швейцарії, але в останньому турі вона зазнала поразки від команди Колумбії і поступилася першим місцем команді Ісландії. Вдало виступили шахісти Колумбії, які здобули найбільшу кількість матчевих перемог — 12. Це дало їм перевагу перед командою Фінляндії при визначенні третього місця.
| Місце | Країна      | 29 | 30 | 31 | 32 | 33 | 34 | 35 | 36 | 37 | 38 | 39 | 40 | 41 | 42 | Очки | КО | Перемоги | Нічиї | Поразки |
| ----- | ----------- | -- | -- | -- | -- | -- | -- | -- | -- | -- | -- | -- | -- | -- | -- | ---- | -- | -------- | ----- | ------- |
| 29    | Ісландія    | ×  | 3  | 3  | 2  | 2½ | 2½ | 3  | 3½ | 2  | 2½ | 3½ | 2  | 4  | 4  | 37½  | 23 | 10       | 3     | 0       |
| 30    | Швейцарія   | 1  | ×  | 1½ | 2½ | 3  | 2  | 4  | 2½ | 3  | 4  | 3  | 3  | 3½ | 3½ | 36½  | 21 | 10       | 1     | 2       |
| 31    | Колумбія    | 1  | 2½ | ×  | 2½ | 3  | 2½ | 2½ | 2½ | 3  | 2½ | 3  | 3½ | 4  | 2½ | 35   | 24 | 12       | 0     | 1       |
| 32    | Фінляндія   | 2  | 1½ | 1½ | ×  | 2½ | 3  | 2½ | 3½ | 1½ | 4  | 3  | 3½ | 4  | 2½ | 35   | 19 | 9        | 1     | 3       |
| 33    | Венесуела   | 1½ | 1  | 1  | 1½ | ×  | 1  | 2½ | 3½ | 4  | 3  | 3½ | 1½ | 3½ | 3  | 30½  | 14 | 7        | 0     | 6       |
| 34    | Франція     | 1½ | 2  | 1½ | 1  | 3  | ×  | 2  | 2  | 2  | 3  | 1½ | 3  | 3½ | 3½ | 29½  | 14 | 5        | 4     | 4       |
| 35    | Греція      | 1  | 0  | 1½ | 1½ | 1½ | 2  | ×  | 4  | 2  | 2½ | 4  | 2  | 2½ | 3  | 27½  | 13 | 5        | 3     | 5       |
| 36    | Іран        | ½  | 1½ | 1½ | ½  | ½  | 2  | 0  | ×  | 3  | 1½ | 3  | 2  | 3½ | 4  | 23½  | 10 | 4        | 2     | 7       |
| 37    | Індія       | 2  | 1  | 1  | 2½ | 0  | 2  | 2  | 1  | ×  | 2  | 1½ | 2½ | 1½ | 3  | 22   | 10 | 3        | 4     | 6       |
| 38    | Пуерто-Рико | 1½ | 0  | 1½ | 0  | 1  | 1  | 1½ | 2½ | 2  | ×  | 1½ | 2½ | 3  | 3½ | 21½  | 9  | 4        | 1     | 8       |
| 39    | Туреччина   | ½  | 1  | 1  | 1  | ½  | 2½ | 0  | 1  | 2½ | 2½ | ×  | 3  | 3  | 2  | 20½  | 11 | 5        | 1     | 7       |
| 40    | Мексика     | 2  | 1  | ½  | ½  | 2½ | 1  | 2  | 2  | 1½ | 1½ | 1  | ×  | 2  | 2½ | 20   | 8  | 2        | 4     | 7       |
| 41    | Ірландія    | 0  | ½  | 0  | 0  | ½  | ½  | 1½ | ½  | 2½ | 1  | 1  | 2  | ×  | 3  | 13   | 5  | 2        | 1     | 10      |
| 42    | Монако      | 0  | ½  | 1½ | 1½ | 1  | ½  | 1  | 0  | 1  | ½  | 2  | 1½ | 1  | ×  | 12   | 1  | 0        | 1     | 12      |

### Фінал D
| Місце | Країна                   | 43 | 44 | 45 | 46 | 47 | 48 | 49 | 50 | Очки | КО | Перемоги | Нічиї | Поразки |
| ----- | ------------------------ | -- | -- | -- | -- | -- | -- | -- | -- | ---- | -- | -------- | ----- | ------- |
| 43    | Австралія                | ×  | 2  | 4  | 3  | 3½ | 3½ | 2½ | 4  | 22½  | 13 | 6        | 1     | 0       |
| 44    | ПАР                      | 2  | ×  | 1½ | 3  | 2½ | 2½ | 2½ | 4  | 18   | 11 | 5        | 1     | 1       |
| 45    | Болівія                  | 0  | 2½ | ×  | 1½ | 2½ | 1½ | 3½ | 4  | 15½  | 8  | 4        | 0     | 3       |
| 46    | Уругвай                  | 1  | 1  | 2½ | ×  | 2  | 2  | 3  | 3  | 14½  | 8  | 3        | 2     | 2       |
| 47    | Португалія               | ½  | 1½ | 1½ | 2  | ×  | 3  | 2½ | 3  | 14   | 7  | 3        | 1     | 3       |
| 48    | Люксембург               | ½  | 1½ | 2½ | 2  | 1  | ×  | 2½ | 2  | 12   | 6  | 2        | 2     | 3       |
| 49    | Домініканська Республіка | 1½ | 1½ | ½  | 1  | 1½ | 1½ | ×  | 3  | 10½  | 2  | 1        | 0     | 6       |
| 50    | Кіпр                     | 0  | 0  | 0  | 1  | 1  | 2  | 1  | ×  | 5    | 1  | 0        | 1     | 6       |

## Закриття
25 листопада відбулося урочисте закриття XVI Олімпіади.

## Індивідуальні результати
Були вручені нагороди за найкращі індивідуальні досягнення на шахівницях, їх одержали Лайош Портіш, Михайло Ботвинник, Василь Смислов, Г. Пфлегер, Леонід Штейн і Мілан Матулович.
Додаткові призи було вручено В. Ульману ( НДР) і Тудевійнові Уйтумену ( Монголія) за високі досягнення у фіналі В. На цій XVI Олімпіаді переможці в індивідуальному заліку визначалися тільки серед учасників головного фіналу.
Спеціальні призи за абсолютно найкращий індивідуальний результат одержали В. Смислов ( СРСР) і М. Матулович ( Югославія).